# Verovering van Faro (1249)
De Verovering van Faro vond plaats toen Portugese troepen, onder het bevel van koning Alfons III van Portugal, in 1249 de stad Faro veroverden op de taifa Niebla. De gebeurtenis betekende het einde van de Portugese Reconquista in Iberië.
De verovering vond plaats in de context van de geleidelijke verovering van de steden van de Guadiana-vallei en het oostelijke deel van de Algarve van Ibn-Mahfuz, koning van de taifa Niebla en de laatste vertegenwoordiger van de moslimmacht in het westen van Al-Andalus. Door de val van Mértola, Tavira, Ayamonte, Cacela en de val van Sevilla in 1248 was Ibn-Mahfuz volledig geïsoleerd en had hij geen andere keuze dan in het reine te komen met Ferdinand III van Castilië.
De stad Faro, geïsoleerd en zonder hoop op hulp van de krachten van de moslimwereld, capituleerde voor een woeste en goed gedisciplineerde strijdmacht, ook al bestond zo'n strijdmacht waarschijnlijk uit een klein aantal mannen. Dit verklaart waarom hedendaagse moslimbronnen naar de gebeurtenis verwijzen als de stad die is "overgeleverd" aan de koning van Portugal.
De stad werd ingenomen in maart 1249, zoals blijkt uit de akte van schenking door de koning van enkele huizen in Santarém aan heer João Peres de Aboim, ondertekend in Faro die maand, toen de koning in februari van dat jaar gedocumenteerd zou zijn geweest in Ourém. De verovering van de nabijgelegen dorpen Albufeira, Porches en een paar andere kleine nederzettingen volgde snel nog in datzelfde jaar.
Het is waarschijnlijk dat koning Afonso III zelf deelnam aan de campagne tegen de stad, zij het discreet, net als de Meester van de Orde van Santiago, Paio Peres Correia. In het geval dat, net als bij de verovering van de rest van de Algarve, volgens sommige auteurs de afwezigheid van leden van de belangrijkste families van Portugal kan worden waargenomen, waarbij degenen die deelnamen aan de verovering in Faro meestal tweedegeborenen en bastaarden kinderen waren van de adel, wat het belang van militaire acties weerspiegelt voor degenen die weinig konden verwachten van hun erfenis. Sommigen van hen werden rijkelijk beloond, waardoor families ontstonden die Portugal aan het einde van de 13e eeuw en in de volgende eeuw zouden kenmerken.
De ridders van de militaire ordes, vooral die van de Orde van Santiago en de Orde van Aviz speelden een belangrijke rol, en onder de belangrijkste edelen die deelnamen waren Avigas Loure, zijn zwager de kastelein van Santarém Martim Dade, de kanselier Estevão Anes en mem Soares de Melo.

## Betwisting
Het Portugese eigendom van de Algarve werd betwist door de Kroon van Castilië, en het werd pas erkend toen het Verdrag van Alcañices in 1297 werd ondertekend, met pauselijke bemiddeling.